# Бурові установки на морських платформах

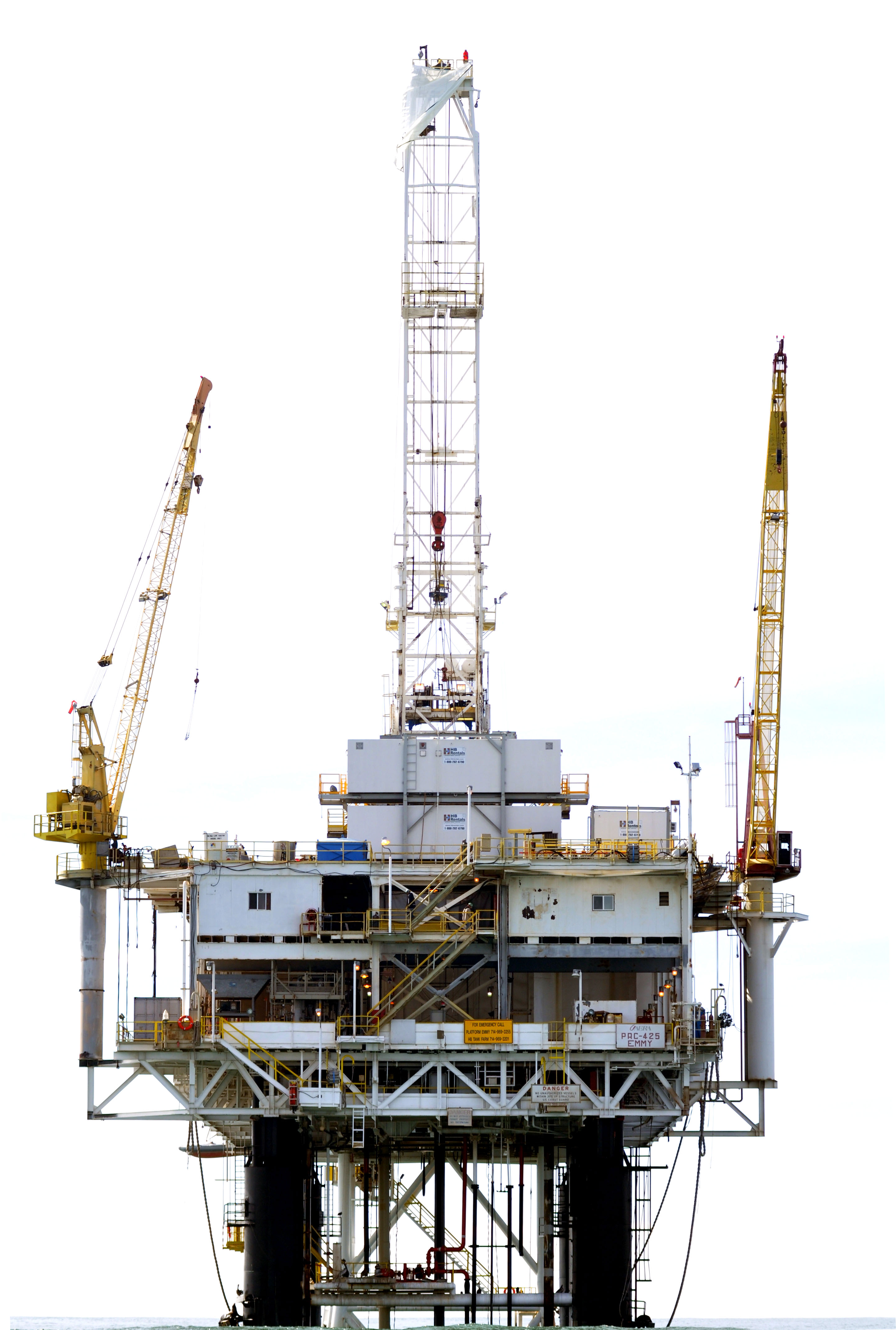
Oil Platform Emmy HB CA

Бурові установки на морських платформах — бурові установки що монтуються на бурових платформах‎ і використовуються для буріння і проведення спеціальних робіт у видобувних свердловинах. Загальна кількість свердловин, яка може бути пробурена з однієї платформи, залежить від продуктивності свердловин, фільтраційно-ємнісних властивостей пласта і розмірів покладу і, як правило, не перевищує 40-50 свердловин. В більшості випадків бурова вишка знаходиться постійно на платформі, хоча може бути і демонтована, і замінена спеціальним обладнанням для проведення робіт у свердловинах після того як пробурені всі свердловини.
Бурові установки призначені для буріння нафтових і газових свердловин в акваторіях морів, як і при бурінні на суші, складаються з шести основних функціональних компонентів:
– джерела енергії;
– бурильної колони;
– системи спуску-піднімання бурового інструменту;
– системи обертання долота;
– системи циркуляції бурової промивальної рідини;
– системи контролю тиску в свердловині.
- Джерело енергії. Морські бурові установки забезпечують себе електроенергією автономно. Генератори, що виробляють електроенергію, працюють на дизельному паливі і обладнанні випрямлячами для перетворення змінного струму в постійний. Для більшості двигунів великої потужності перевага віддається постійному струму через більш просту систему регулювання швидкості. У зв'язку з наявністю надійних методів електронного контролю змінного струму сучасні бурові установки переводять на використання змінного струму для всіх типів двигунів. Потреба в енергії залежить від розмірів установки і типу обладнання. Сучасна велика напівзанурена бурова установка має потужність 6 — 8 МВт.
- Бурильна колона на морських бурових установках має таку ж будову як і при бурінні свердловин на суші.
- Система спуску-піднімання інструменту на морських бурових установках аналогічна буровим установкам для буріння свердловин на суші. Нещодавно з'явилась нова конструкція піднімального обладнання для бурових вишок, яка основана на використанні гідравлічних циліндрів для піднімання і спуску в свердловину бурильної колони чи обсадних або насосно-компресорних труб. При цьому відпадає необхідність в потужній вишці, оскільки вантаж піднімається і опускається за допомогою гідравлічних циліндрів. Використання гідравлічної системи дозволить значно знизити загальну вагу бурового обладнання, а також підвищити безпеку процесу буріння та зменшити кількість рухомих елементів. Така конструкція є значним внеском в удосконаленні існуючих бурильних інструментів і обладнання.
- Система обертання долота на морських бурових установках така ж сама що й на бурових установках, які бурять на суші.
- Система циркуляції. До циркуляційної системи крім промива-льної рідини входять відстійники, гідравлічні насоси та обладнання для приготування, розмішування і обробки бурового розчину. Якщо є необхідність, то відстійники можна використовувати для зберігання різних видів розчинів. Відстійник діє як буфер об'єму промивальної рідини і дає можливість змішувати і додавати хімічні реагенти в промивальну рідину під час роботи.

Гідравлічні насоси розраховані на робочий тиск біля 35 МПа і можуть закачувати біля 200 л / хв. кожний, залежно від тиску, при якому промивальну рідину закачують. На буровій установці встановлені 2 — 3 таких насоси. Насоси забирають розчин з відстійників, закачують його у свердловину через бурильну колону, а далі в затрубний простір свердловини і через системи контролю назад у відстійники.
Для промивальної рідини використовують резервуари великої ємності. Для хімреагентів використовуються мішки і бочки. Уламки вибуреної породи, які утворюються при руйнуванні породи долотом, відділяються з промивальної рідини, коли вона повертається із свердловини і проходить через систему контролю і очищення від бурового шламу (система регенерації булового розчину). Система контролю й очищення складається із вібросит, центрифуг і дегазатора для відділення з розчину дрібних твердих частинок і розчиненого газу. Промивальна рідина повертається в цистерни-відстійники звідки її знову закачують у свердловину.
Ще одним компонентом системи циркуляції є установка для цементування свердловин, яка являє собою змішувач високого тиску і насос, який використовується для закачування цементного розчину в простір між обсадними колонами і стовбуром свердловини. Ці насоси можуть використовуватись для підтримки системи циркуляції і для опресовки обладнання.
- Система контролю тиску в свердловині являє собою вторинний бар'єр, який попереджує вихід вуглеводнів на поверхню при бурінні. Первинним бар'єром служить гідростатичний тиск, створюваний буровою промивальною рідиною.

Система контролю тиску в свердловині використовується для забезпечення безпеки робіт.
Ця система складається з трьох основних компонентів: — превенторів; — штуцерної лінії і лінії глушіння свердловини; — контрольної системи.
Превентори монтуються на гирлі свердловини безпосередньо під буровою площадкою при використанні для проведення бурових робіт морської платформи, або на морському дні при використанні напівзанурених установок і бурових суден. До їх складу входить пружний ущільнювальний елемент і плашки, які перекривають гирло свердловини в разі небезпеки викиду пластового флюїду. Превентори приводять в дію гідравлічним способом за допомогою емульсійної рідини.
У блоці превенторів є бічні виходи, які дозволяють проводити циркуляцію промивальної рідини в свердловині і забезпечити конт-роль за свердловиною. При боротьбі з припливом в свердловину пластового флюїду у процесі буріння свердловини, промивальну рідину закачують спочатку через бурильну колону вниз у свердловину, а потім вона піднімається затрубним простором вверх і на кінець проходить клапан-глушник. Контроль отвору глушника дозволяє проводити циркуляцію з любою подачею, зберігаючи при цьому загальний контроль за роботою свердловини.
Система контролю превенторів складається із цистерн-сховищ з робочою рідиною високого тиску, приладів з дистанційним управлінням і контрольними клапанами для направлення робочої рідини на виконання необхідної функції в превенторі.
Якщо система контролю тиску в свердловині при бурінні не спрацює, то може статися викид із свердловини.